# Life Goes On...
Life Goes On... – pierwszy studyjny album polskiego DJ-a i producenta Tiddeya. Został wydany w grudniu 2008 roku.

## Lista utworów
1. Life Goes On... (Intro) - 1:12
2. Taylla - 6:23
3. Savage Emotions - 7:25
4. Feel Destination 2008 - 6:30
5. Rain Of Tears - 5:16
6. Close Day - 5:48
7. Sharks (fest. Orjan Nilsen) - 6:16
8. Get Away - 5:48
9. Forgive & Forget (Forgiven Lies) (feat. Tiff Lacey) - 6:15
10. Invisible View - 5:48
11. Forecast - 3:37
12. Skyscraper - 5:06
13. Still Goes On... (Outro) - 0:37